# Poznański Okręg Przemysłowy

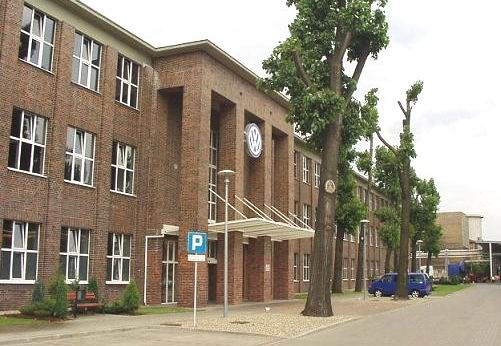
Zakłady Volkswagena w Poznaniu, odlewnia na Dębcu

Poznański Okręg Przemysłowy – silnie uprzemysłowiony obszar zlokalizowany w zachodniej Polsce, w centralnej części województwa wielkopolskiego. Głównym ośrodkiem produkcyjnym okręgu jest miasto Poznań.
Wysoki poziom rozwoju przemysłu w rejonie Poznania jest wynikiem sprawnie przeprowadzonej restrukturyzacji dużych zakładów produkcyjnych oraz dynamicznego rozwoju małych i średnich firm z branży przetwórstwa przemysłowego.

## Obszar
Funkcje produkcyjne Poznańskiego Okręgu Przemysłowego uzupełnia 5 mniejszych ośrodków przemysłowych wokół Poznania. Są to miasta: Oborniki, Wronki, Szamotuły, Środa Wielkopolska i Śrem.
Poznań i otaczające go gminy spełniają wszystkie warunki, które pozwalają nazwać ten obszar okręgiem przemysłowym:
- Liczba osób pracujących w przemyśle i budownictwie na 1 km² tego obszaru jest ponad dwukrotnie wyższa od przeciętnej liczby osób zatrudnionych w tym sektorze na 1 km² obszaru Polski[6][7]
  - pod koniec 2011 r. na każdym 1 km² powierzchni Poznania i 5 ościennych gmin (Luboń, Tarnowo Podgórne, Swarzędz, Czerwonak i Komorniki) w przemyśle i budownictwie pracowało średnio 125 osób, co stanowiło 1 278% przeciętnej wielkości przypadającej na 1 km² powierzchni kraju (9,8 os. / 1 km²)
  - pod koniec 2011 r. na każdym 1 km² powierzchni Poznania i całego powiatu poznańskiego pracowało w przemyśle i budownictwie średnio 45,7 osoby, co stanowiło 466% przeciętnej liczby pracujących w przemyśle na 1 km² powierzchni kraju
- Wytwarzane jest tutaj więcej, aniżeli 1% całkowitej produkcji sprzedanej przemysłu w Polsce[8]
  - wartość produkcji sprzedanej przemysłu wytworzonej w 2011 r. przez zakłady produkcyjne zlokalizowane w Poznaniu i powiecie poznańskim wyniosła 51,3 mld zł, co stanowiło 4,8% krajowej produkcji (1 067,8 mld zł)
- Na 1 mieszkańca przypada tutaj co najmniej 200% przeciętnej wartości produkcji sprzedanej przemysłu przypadającej na statystycznego mieszkańca Polski[8]
  - w 2011 r. na każdego mieszkańca Poznania i powiatu poznańskiego przypadło 57,5 tys. zł wartości produkcji sprzedanej przemysłu, co stanowiło 207,6% kwoty przypadającej na statystycznego mieszkańca kraju (27,7 tys. zł)

## Historia

### XIX i początek XX wieku
Po II rozbiorze Polski (1793) cała Wielkopolska znalazła się w granicach Królestwa Prus; po kongresie wiedeńskim (1815) w zachodniej części Wielkopolski, która pozostała w granicach Królestwa Prus, utworzono autonomiczne Wielkie Księstwo Poznańskie. W pierwszej połowie XIX w. wytwórczość rzemieślnicza w Poznańskiem pozostawała prawie wyłącznie w rękach Żydów i Niemców. Przemysł polski ograniczał się do uprawy rolnictwa, wycinania lasów i produkcji napojów ze zboża. Prężnie funkcjonowały jedynie polskie cukrownie i gorzelnie. Pod względem liczby ludności pracującej w przemyśle, Księstwo Poznańskie zajmowało jedno z ostatnich miejsc spośród prowincji monarchii pruskiej. Na każdy 1000 pracujących, w branży produkcyjnej zatrudnionych było tylko 136 osób, podczas gdy średnia dla całych Prus wynosiła 359 osób. Dopiero po zakończeniu powstania wielkopolskiego (1848) obszar zachodniej Wielkopolski stał się podatny dla stawiania przez Polaków pierwszych samodzielnych kroków w handlu i przemyśle. W 1848 z Księstwa Poznańskiego utworzono Prowincję Poznańską, która pozostawała w granicach Królestwa Prus do 1919.
W latach 1828–1912 Poznań był twierdzą otoczoną pierścieniem fortów, co uniemożliwiało rozwój miasta. Fakt ten przyczynił się do wznoszenia nowych obiektów przemysłowych w okolicznych wsiach – Wilda, Kobylepole, Starołęka, czy Jeżyce.
Pierwsze większe zakłady produkcyjne w rejonie Poznania zaczęły powstawać w I poł. XIX wieku. Do wybuchu I wojny światowej w 1914 r. uruchomiono m.in.: wytwórnię wódek (1823), 2 browary – Huggera (1844) i Mycielskiego (1872), fabrykę maszyn i urządzeń rolniczych (1855), gazownię (1856), 2 fabryki nawozów sztucznych – Milcha (1861) i Maya (1877), warsztaty kolejowe (1870), 2 fabryki papierosów – Patria (1886) i Dubec (1891), rzeźnię (1900), fabrykę chemii i koncentratów spożywczych (1901), fabrykę drożdży i przetworów ziemniaczanych (1904), elektrownię (1904), spółdzielczą piekarnię (1908), zakłady graficzne (1912) oraz fabrykę czekolady i kakao (1912).

### Dwudziestolecie międzywojenne
W okresie tzw. dwudziestolecia międzywojennego (lata 1918–1939) Poznań uznawano za jeden z prężniejszych ośrodków przemysłowych II Rzeczypospolitej. W 1921 r. przemysł był miejscem zatrudnienia dla 41 tys. osób, co stanowiło blisko 1/4 wszystkich pracujących w stolicy Wielkopolski. Powstały m.in.: zakłady sprzętu motoryzacyjnego (1918), fabryka narzędzi i maszyn (1919), fabryka baterii (1919), 4 fabryki kosmetyków i chemii gospodarczej – Żaka (1919), Falkiewicza (1920), Stempniewicza (1921) i Pebeco (1931); fabryka mebli (1924), odlewnia akcesoriów do pojazdów konnych (1929), fabryka wodomierzy (1930), fabryka opon rowerowych i samochodowych (1930), fabryka koncentratów spożywczych i przypraw (1932) huta szkła (1933) oraz nowa elektrownia (1937). Kształtować się zaczął Poznański Okręg Przemysłowy, który początkowo obejmował jedynie Poznań oraz dwie pobliskie miejscowości – Luboń i Swarzędz.

### II wojna światowa
W okresie II wojny światowej (lata 1939–1945) przemysł musiał zaspokajać potrzeby armii. Poznańskie zakłady produkcyjne były przejmowane przez niemieckie firmy, które rozpoczęły w nich wytwarzanie sprzętu wojskowego. Niektóre z obiektów przemysłowych pełniły funkcje montowni, inne zaś magazynów żywności. Do fabryki H. Cegielskiego ewakuowano z Karlsruhe wytwórnię broni i amunicji – Deutsche Waffen und Munitionsfabriken (DWM). Po zbombardowaniu fabryki koncernu P. Beiersdorf & Co w Hamburgu, kosmetyki i opatrunki z Poznania (zakład Pebeco Polskie Wytwory Beiersdorfa) trafiały do niemieckiej armii. Przejęta przez hitlerowców Fabryka Opon Samochodowych i Rowerowych Stomil została sprzedana koncernowi Continental i rozpoczęła działalność pod nazwą Posener Gummiwerke. W roku 1941 do stolicy Wielkopolski przeniesiono duże zakłady zbrojeniowe z głębi Rzeszy: Focke-Wulf (produkcja myśliwców) i Telefunken (produkcja radiostacji dla okrętów podwodnych i samolotów).

### Okres PRL-u
W czasach Polskiej Rzeczypospolitej Ludowej (lata 1952–1989) łączono ze sobą zakłady produkcyjne działające w tych samych branżach. W Poznaniu pojawiły się przedsiębiorstwa wchodzące w skład ogólnopolskich i lokalnych zjednoczeń, takich jak: Centrala Rybna, Zjednoczenie Przemysłu Cukierniczego, Zjednoczenie Przemysłu Koncentratów Spożywczych, Zjednoczenie Przemysłu Meblarskiego, Zjednoczenie Przemysłu Piwowarskiego, Zjednoczone Zakłady Elektrochemiczne, Zjednoczone Zakłady Rowerowe, Agromet, Herbapol, Polam, Polfa, Pollena, Polmo, Polmos, Ponar, Stomil, Telkom, ZNTK, czy Zremb. Uruchomiono m.in. zakłady farmaceutyczne (1950), zakłady piwowarsko-słodownicze (1951), fabrykę maszyn żniwnych (1953), fabrykę urządzeń łączności (1954), fabrykę łożysk tocznych (1961) i kombinat budowy domów (1972). Przemysł dynamicznie się rozwijał, w wielu zakładach pracowało po kilka tys. osób. W latach 70. poznańskie fabryki H. Cegielskiego zatrudniały łącznie ok. 20 tys. pracowników.

### Przemiany ustrojowe po 1989 roku
Po 1989 r. rozpoczął się proces prywatyzacji przedsiębiorstw państwowych. Znaczna część zakładów produkcyjnych w Poznaniu została przejęta przez zagraniczne koncerny. Fabryki te zmodernizowano, a niektóre z nich dodatkowo rozbudowano. Ze względu na przerost zatrudnienia przeprowadzano liczne redukcje etatów. Niepotrzebne do celów produkcyjnych nieruchomości zaczęto wynajmować lub sprzedawać innym podmiotom. Niektóre przedsiębiorstwa przestały istnieć – m.in. Fabryka Maszyn Żniwnych Agromet, Poznańska Fabryka Maszyn Pakujących Pofamia, Swarzędzkie Fabryki Mebli, Tłocznia Metali Pressta, Zakłady Rowerowe Romet, czy Zakłady Sprzętu Oświetleniowego Polam-Poznań.

### XXI wiek
Obecnie Poznań jest nadal jednym z większych ośrodków produkcyjnych w kraju. Pod koniec 2011 r. przemysł i budownictwo były miejscem zatrudnienia dla 22,8% wszystkich pracujących w mieście (52,5 tys. osób). Dane te nie uwzględniają osób, które są wynajmowane przez agencje pracy czasowej (stanowiących 10–30% załogi niektórych fabryk). W 2011 r. sektor przemysłowy wytworzył 19,7% wartości dodanej brutto powstałej w stolicy Wielkopolski (7 278 mln zł). Wiele zakładów produkcyjnych jest obecnie rozbudowywanych. Zauważalny jest również proces przenoszenia fabryk z Poznania do ościennych gmin. Po 2000 r. swoją działalność produkcyjną w Poznańskim Okręgu Przemysłowym zakończyły m.in.: Drukarnia Poznańska, Europower, Fabryka Urządzeń Kolejowych(srzeniesienie produkcji do Kościana), Mleczarnia Naramowice, Zakłady Przemysłu Odzieżowego Modena, Poznańskie Zakłady Graficzne, Presspublica, Przedsiębiorstwo Przemysłu Betonów Prefabet-Poznań, Przedsiębiorstwo Przemysłu Chłodniczego Chłodnia Poznań, Poznańska Spółdzielnia Mleczarska Mleczarnia Dębiec, Spółdzielcze Zakłady Cukiernicze Bahia, Ster(Przeniesienie produkcji do Mutowa k. Szamotuł), Wielkopolskie Przedsiębiorstwo Przemysłu Ziemniaczanego(przeniesienie produkcji do Stawu k. Wrześni), Wyborowa(przeniesienie produkcji do Zielonej Góry) oraz ZNTK Poznań.

### Zatrudnienie w przemyśle
W 1995 r. na terenie Poznania pracowało w przemyśle 89,0 tys. osób, a w powiecie poznańskim zatrudnionych było kolejne 27,0 tys. osób. Pod koniec 2011 r. poziom zatrudnienia w sektorze produkcyjnym stolicy Wielkopolski spadł do poziomu 52,5 tys. osób. Oznacza to, że w ciągu 16 lat liczba pracujących w przemyśle zmniejszyła się o 36,5 tys. osób, czyli o 41,0%. Odwrotna sytuacja miała miejsce w powiecie poznańskim. Tam poziom zatrudnienia w przemyśle i budownictwie wzrósł o 19,2 tys. osób (+71,1%) do poziomu 46,2 tys. osób. Powiat poznański jest obecnie najbardziej uprzemysłowionym powiatem ziemskim w Polsce.
| Gmina            | Liczba pracujących | Udział w ogólnej liczbie pracujących | Pracujący na 1 km² |
| ---------------- | ------------------ | ------------------------------------ | ------------------ |
| Poznań           | 52 547             | 22,8%                                | 200,6 os.          |
| Tarnowo Podgórne | 9 475              | 51,4%                                | 93,4 os.           |
| Swarzędz         | 6 329              | 48,8%                                | 62,0 os.           |
| Czerwonak        | 5 180              | 75,3%                                | 63,0 os.           |
| Komorniki        | 3 184              | 34,0%                                | 47,8 os.           |
| Luboń            | 1 982              | 45,1%                                | 146,7 os.          |

Po 1989 r. w większości polskich powiatów wystąpił znaczący spadek liczby pracujących w przemyśle. Było to spowodowane prywatyzacją państwowych zakładów oraz likwidacją części z nich. Są jednak rejony kraju, w których nastąpił wzrost liczby zatrudnionych w sektorze produkcyjnym. Sytuacja ta miała miejsce w powiecie poznańskim, a także w powiatach: kartuskim, mieleckim, nowodworskim, oławskim, tczewskim, toruńskim, wałbrzyskim, wielickim, wrocławskim, czy w Tychach. Powiaty te znajdują się w pobliżu większych miast oraz okręgów przemysłowych. Na ich obszarze powstały nowe fabryki wybudowane zarówno przez zagranicznych, jak i krajowych inwestorów. Istotny był również wpływ procesu przenoszenia produkcji z centrów dużych miast na peryferia oraz do ościennych gmin.

### Główne gałęzie przemysłu
Struktura poznańskiego przemysłu jest mocno zróżnicowana. Funkcjonują tutaj zakłady reprezentujące większość gałęzi przemysłu.
Dominującymi gałęziami produkcyjnymi w rejonie Poznania są:
- przemysł elektromaszynowy (środków transportu, maszynowy i precyzyjny, elektrotechniczny)
- przemysł chemiczny (farmaceutyczny, gumowy, kosmetyczny, chemii gospodarczej, farb i lakierów, wyrobów z tworzyw sztucznych)
- przemysł spożywczy (mięsny, rybny, piwowarski, koncentratów spożywczych, tytoniowy, kawowy, piekarniczy, cukierniczy)
- przemysł drzewno-papierniczy (papierniczy, meblarski, drukarski)
- przemysł mineralny (szklarski, materiałów budowlanych)

### Wielkość produkcji
Wartość towarów i usług wytworzonych w 2011 r. przez zakłady produkcyjne zlokalizowane w Poznaniu wyniosła 33,2 mld zł, co stanowiło trzeci wynik w kraju. Fabryki działające w powiecie poznańskim sprzedały natomiast produkty o wartości 18,1 mld zł (9. miejsce w Polsce) – wyprzedzając pod tym względem takie ośrodki, jak: Wrocław, Tychy, Łódź, Bydgoszcz, Lublin, czy Szczecin.
| Lokalizacja      | Produkcja w 2002 r. | Produkcja w 2011 r. | Zmiana 2002–2011 (9 lat)    |
| ---------------- | ------------------- | ------------------- | --------------------------- |
| Poznań           | 13 676,1 mln zł     | 33 182,9 mln zł     | + 19 506,8 mln zł (+142,6%) |
| Powiat poznański | 4 791,6 mln zł      | 18 075,9 mln zł     | + 13 284,3 mln zł (+277,2%) |

Na wysoki poziom produkcji sprzedanej przemysłu w Poznaniu i powiecie poznańskim wpływa przede wszystkim dobrze rozwinięty przemysł motoryzacyjny i spożywczy.
Najwyższą wartość produkcji sprzedanej przemysłu odnotowuje się w powiatach, na obszarze których działają: zakłady branży motoryzacyjnej, rafinerie ropy naftowej, kopalnie węgla i miedzi, huty stali i miedzi, elektrownie węglowe, fabryki sprzętu RTV i AGD; a w dalszej kolejności – zakłady chemiczne i farmaceutyczne, fabryki kosmetyków i środków czystości oraz zakłady przemysłu spożywczego. Przedsiębiorstwa te wytwarzają produkty o wysokiej wartości, na które występuje znaczące zapotrzebowanie. Kolejnym, jednak mniej istotnym czynnikiem wpływającym na wielkość produkcji, jest liczba zakładów przemysłowych działających w danym powiecie oraz ich wielkość (liczba zatrudnionych w nich pracowników).